# Meliaceae
Méliacées
Famille
Classification APG III (2009)

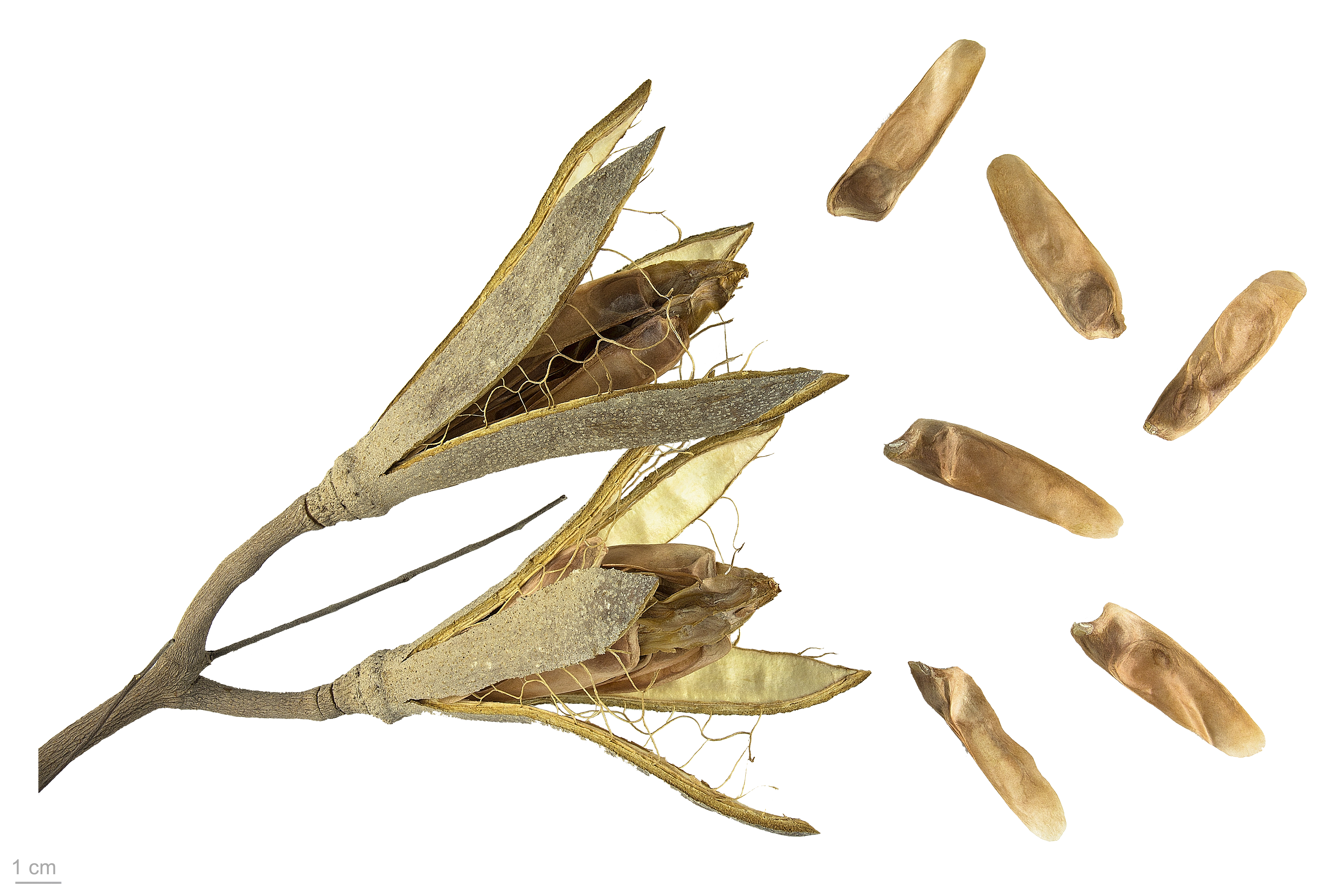
Pseudocedrela kotschyi - Muséum de Toulouse.

Les Meliaceae, en français Méliacées, sont une famille d'arbres et arbustes dicotylédones. Selon Watson & Dallwitz elle comprend environ 50 genres et 575 espèces d'origine tropicale.
Les principaux genres sont Aglaia (100 espèces), Trichilia (65 espèces), Turraea (65 espèces) et Dysoxylum (61 espèces).

## Étymologie
Le nom Meliaceae vient du genre type Melia dérivé du grec μελία / melía, « frêne », peut-être à cause de la ressemblance des feuilles du Melia azedarach avec celles du frêne,. Le mot Melia lui-même est peut-être issu de μέλι / méli, « miel », à moins qu'il ne vienne directement de µέλι. En effet, selon Théis « Les grecs avaient ainsi appelé le frêne, de µέλι, miel, à cause de l'espèce qui produit la manne fraiche qui est aussi douce que le miel ».

## Caractéristiques générales
Ce sont principalement des arbres ou des arbustes ou rarement des plantes herbacées des régions tropicales.
Les feuilles sont le plus souvent alternes, composées pennées (rarement bipennées), sans stipules. Quelques espèces sont à feuilles caduques, perdant leur feuillage soit en hiver, soit pendant la saison sèche, la plupart sont sempervirentes.
Les fleurs de petite taille, sont actinomorphes, à 4-5 sépales et pétales (pouvant aller de 3 à 7) et 8 à 10 étamines, souvent soudée en tube. L'ovaire supère comprend de 2 à 6 loges. Elles sont en général unisexuées, les plantes étant soit monoïques, soit dioïques. La présence de staminodes ou phyllodes leur donnent parfois un aspect de fleurs bisexuées. Les inflorescences sont variées, en général thyrses ou grappes, parfois épis.
Les fruits sont généralement des capsules, parfois des drupes ou des baies.
Les graines des Méliacées sont disséminées par le vent (Cedrela, Entandophragma, Khaya, Swietenia), les animaux vertébrés comme les oiseaux tels les toucans en Amérique, calao en Afrique et Asie, et les primates (Aglaia, Trichilia), les éléphants (Carapa en Afrique) et les rongeurs (Carapa en Amérique) et par flottaison (Xylocarpus).
Les espèces à petites graines ailées anémochores (dispersées par le vent) sont en général héliophiles (aiment la lumière) et celles à plus grosses graines non ailées avec ou sans arille (pulpe colorée enrobant la graine) disséminées par les animaux (zoochores) sont sciaphiles (aiment l'ombre du sous-bois).

## Distribution
L'air de répartition de l'essentiel des espèces est tropicale à subtropicale. On les trouve aussi bien dans l'ancien que dans le nouveau monde, ainsi qu'en Océanie.
Seul un genre, Toona, s'étend vers le nord dans les régions tempérées de la Chine et au sud dans le sud-est de l'Australie, tandis qu'un autre, Melia, s'étend presque aussi loin vers le nord.
Il y a de nombreuses espèces endémiques à Madagascar.
Le genre Carapa est présent à la fois en Amérique et en Afrique, mais pas en Asie où il est remplacé par le genre apparenté Xylocarpus. La diversité des Carapa est très grande mais encore assez méconnue à ce jour.

## Intérêt économique
- Bois :
  - le genre Swietenia d'Amérique fournit le bois d'« acajou » au sens le plus restreint du terme.
  - les genres Khaya (les acajous d'Afrique), Cedrela (l'acajou amer), Toona (des acajous asiatiques et le cèdre rouge d'Australie), Entandrophragma (dont le tiama, le sapelli et le sipo), Turraeanthus (l'avodiré), Guarea (avec le bossé), Lovoa (le dibétou), Melia, Dysoxylum, Carapa (divers bois d'Amérique et d'Afrique), etc.
- Fruits :
  - Les genres Lansium, avec l'espèce Lansium domesticum et Aglaia fournissent des fruits comestibles.
- Plantes ornementales :
  - Aglaia, Azadirachta, Melia, Turraea.
- Divers :
  - Azadirachta indica est une plante médicinale traditionnelle en Inde et une source d'insecticide.
  - Les arbres du genre Carapa sont utilisés en médecine traditionnelle en Amérique et Afrique tropicales. Les écorces, les feuilles et les graines ont des usages multiples en pharmacopée et en cosmétique.

## Liste des genres
Selon Angiosperm Phylogeny Website (22 juin 2010) :
- Aglaia
- Anthocarapa (en)
- Aphanamixis
- Astrotrichilia (en)
- Azadirachta
- Cabralea (en)
- Calodecaryia (en)
- Capuronianthus (en)
- Carapa
- Cedrela
- Chisocheton (en)
- Chukrasia (en)
- Cipadessa (en)
- Dysoxylum
- Ekebergia
- Entandrophragma
- Guarea
- Heckeldora
- Humbertioturraea (es)
- Khaya
- Lansium
- Lepidotrichilia (es)
- Lovoa
- Malleastrum (en)
- Megaphyllaea
- Melia
- Munronia (en)
- Naregamia (es)
- Neobeguea (es)
- Nymania
- Owenia (en)
- Pseudobersama (pt)
- Pseudocarapa (en)
- Pseudocedrela
- Pterorhachis (es)
- Quivisianthe (en)
- Reinwardtiodendron (en)
- Ruagea (en)
- Sandoricum (en)
- Schmardaea (en)
- Soymida (pt)
- Sphaerosacme (en)
- Swietenia
- Synoum
- Toona
- Trichilia
- Turraea
- Turraeanthus (en)
- Vavaea (en)
- Walsura (en)
- Xylocarpus

Selon NCBI (22 juin 2010) :
- Aglaia
- Anthocarapa
- Aphanamixis
- Astrotrichilia
- Azadirachta
- Cabralea
- Calodecaryia
- Capuronianthus
- Carapa
- Cedrela
- Chisocheton
- Chukrasia
- Cipadessa
- Dysoxylum
- Ekebergia
- Entandrophragma
- Guarea
- Heckeldora
- Humbertioturraea
- Khaya
- Lansium
- Lepidotrichilia
- Lovoa
- Malleastrum
- Melia
- Munronia
- Naregamia
- Neobeguea
- Nymania
- Owenia
- Pseudobersama
- Pseudocarapa
- Pseudocedrela
- Pseudoclausena
- Pterorhachis
- Quivisianthe
- Reinwardtiodendron
- Ruagea
- Sandoricum
- Schmardaea
- Sphaerosacme
- Swietenia
- Synoum
- Toona
- Trichilia
- Turraea
- Turraeanthus
- Vavaea
- Walsura
- Xylocarpus

Selon DELTA Angio (22 juin 2010) :
- Aglaia
- Anthocarapa
- Aphanamixis
- Astrotrichilia
- Azadirachta
- Cabralea
- Calodecarya
- Capuronianthus
- Carapa
- Cedrela
- Chisocheton
- Chukrasia
- Cipadessa
- Dysoxylum
- Ekebergia
- Entandrophragma
- Guarea
- Heckeldora
- Humbertioturraea
- Khaya
- Lansium
- Lepidotrichilia
- Lovoa
- Malleastrum
- Melia
- Munronia
- Naregamia
- Neobeguea
- Owenia
- Pseudobersama
- Pseudocarapa
- Pseudocedrela
- Pterorhachis
- Reinwardtiodendron
- Ruagea
- Sandoricum
- Schmardaea
- Soymida
- Sphaerosacme
- Swietenia
- Synoum
- Toona
- Trichilia
- Turraea
- Turraeanthus
- Vavaea
- Walsura
- Xylocarpus

Selon ITIS (22 juin 2010) :
- Aglaia Lour.
- Aphanamixis Blume
- Azadirachta Adr. Juss.
- Carapa Aublet
- Cedrela P. Br.
- Dysoxylum Blume
- Entandrophragma C. DC.
- Guarea Allam. ex L.
- Khaya A. Juss.
- Lansium Correa
- Melia L.
- Swietenia Jacq.
- Toona (Endl.) Roemer
- Trichilia P. Br.
- Xylocarpus Koenig